# 佐々木到一
佐々木 到一（ささき とういち、1886年1月27日 - 1955年5月30日）は、日本の陸軍の軍人。陸士18期、陸大29期。最終階級は陸軍中将。陸軍きっての中国通で、蔣介石以下国民党領袖のほとんどと親しく、国民党の革命にも理解をよく示した。人民服（中山装）の考案、デザインを行ったともされる。

## 経歴
愛媛県松山市生まれ、広島県広島市育ち。本籍は福井県小浜市。佐々木透（陸軍少佐）の長男として生れる。広島済美小学校（広島偕行社付属済美学校）、広島一中（現・広島県立国泰寺高校）を経て、1902年（明治35年）陸軍士官学校（第18期）入学。1905年（明治38年）11月卒業。同期に山下奉文大将・岡部直三郎大将・阿南惟幾大将ら。翌年6月、歩兵少尉に任官し歩兵第11連隊附となる。のち歩兵第71連隊の成立に伴い転出し、第1大隊第1中隊附。
1911年3月、歩兵第71連隊は満州守備を命じられ、佐々木はこの先発隊20人の一人として（先発隊長は第1大隊第3中隊長道正助次大尉）初めて異国の地を踏んだ。同年、初めて陸軍大学校を受験し、初審試験で合格するも、12月の再審試験で不合格。自信を失った佐々木は、蒙古語や中国語を学ぶため、また入れ揚げた芸者のため満州に居残ろうと思い、第五師団から満州の独立守備隊に転属した。
これに先立つ1911年10月11日、辛亥革命が勃発。滅満興漢の声は満州にも飛び火し、2月15日、清国革命党員孫縦横らが挙兵。佐々木ら第1大隊は急遽関東倉庫鉄嶺支庫守備を命じられ、粉雪と銃弾の舞う中警備に尽くした。19日、佐々木は自らの小隊を率い大島義昌の命のもと戴秀山率いる馬賊の部隊を武装解除しようとしたが、武力衝突を恐れた領事館の日本人警察官の懇願もあり、佐々木は独断で武器を取り上げることなく、個別に運搬して城内を通過させる事で円滑に解決させた。このことはむしろ及部盛種連隊長の賞賛を受けた。
この出来事は青年将校の血を湧かせ、佐々木もこれをきっかけに益々中国に関心を持つようになった。また、同じく独立守備隊に転属した道正大尉より支那通として活躍したいなら陸大を卒業しなければならない、という忠告を受け、発奮した佐々木は1914年（大正3年）11月、三度目の受験にして遂に合格を果たした。とはいえ、陸大生徒としての佐々木は非常に不真面目であり、中国関連の学問以外に一切興味を示そうとしなかった。このことから、同僚や教官から「佐々木蒙古王」「佐々木中尉三下り半」などと言うあだ名を付けられた。一時期落第も危ぶまれたが、1917年11月、何とか卒業に漕ぎ付けた。
1918年青島守備軍附、1919年シベリア派遣軍司令部附、歩兵第71連隊中隊長を経て1922年、広東駐在武官拝命。当時広東は中国国民党の本拠であったため、ここで国民党について研究し、その要人たちと交わり深い関係を持ち、後年国民党通と言われる素地をつくった。間もなく孫文が陳炯明を追い払うと要請を受け、孫文の軍事顧問となる。佐々木はしばしば孫文の軍用列車に便乗して国民党の戦いぶりを目の当りにした。列車の中で孫文から蔣介石を紹介された。また人民服(中山服)のデザインも佐々木の考案に基づいたとされる。

在北京日本公使館

1924年帰国し、参謀本部第二部第六課地誌班長と陸大教官を兼任。傾倒する孫文と国民党の将来性に着目し、国民党主体の第四革命の到来を予言する論文や著作を発表。しかし当時の陸軍内外では孫文の評価は非常に低かったため、佐々木は国民党にかぶれたと冷笑され「ササキイ、革命はまだかね」と揶揄されるなど批判を浴びた。大川周明が主宰する神武会の講演で、佐々木が「孫文先生」と言ったところ、大川が孫文に「先生」を付けるとはもっての外だと批判、言い争いとなったのをきっかけに仲良くなり、その後大川の関係する行地社などから佐々木の著書が多数出たという逸話が残っている。1924年、病床にあった孫文を見舞う。翌1925年、孫文は亡くなるが、佐々木は「国民党は一層破壊力を逞しくする」と予言。事態はやがてこの不気味な予言の方向に進んでいった。何度も中国に出張し1926年9月、中佐に昇進、北京駐在日本公使館附武官補佐官となる。前任者は板垣征四郎、後任が土肥原賢二で武官は本庄繁。軍閥を嫌う佐々木は当時、安国軍総司令と称して北京に君臨していた張作霖の元に顕著に出向く本庄を嫌い、このため張作霖の軍事顧問たちも佐々木を嫌った。
その頃、蔣介石が総司令になった国民革命軍が北伐を進攻し九江、漢口を攻略。翌1927年4月に刊行した『南方革命勢力の実相と其批判』の中で佐々木は革命軍による中国統一の期待を記したが、旧世代の支那通たちは、これに悲観的な見通しを述べた。このため佐々木は新しい世代の支那通とも呼ばれた。1927年3月、南京事件の直後に南京に進出した国民党のつながりを期待され南京駐在参本附仰付となった。この人事は参謀本部情報部長・松井石根の弟・松井七夫の画策とも言われる。陸軍は南京事件の責任を過激分子としての共産派に帰すとともに、穏健派としての蔣介石との提携を模索し始めていた。南京事件で佐々木は破壊力を増す革命勢力を憂慮、松井石根から蔣介石に食い入って軍事顧問になれと助言もされたが、かえって利用されるだけと拒否。この間、上海に拠点を置き南京を常駐したのはこの年の暮れのことだった。
1928年1月、蔣介石が国民革命軍総司令に復職。佐々木は総司令部に従軍を申し入れ許可され4月、北伐が再開され北伐軍と共に従軍した。総司令部は日本側との衝突が起こりそうになった場合の連絡役を佐々木に期待した。前年とこの年と二度に渡る日本軍の山東出兵で、中国側の敵愾心が高まっており同年5月、日本軍と国民革命軍が武力衝突（済南事件）。佐々木は両軍の使者となって停戦の折衝にあたるが途中、中国兵に捕らえられ暴兵と暴民にリンチされる。蔣介石の使いに何とか救出されたが、佐々木の中国観に大きな変化が起こったとされる。状況報告のため帰国。佐々木の発言が革命軍の肩を持つような記事に捏造され新聞記事で出たり、暴行を受けながら、おめおめ生きて帰ってきたと卑怯者、売国奴あつかいをされた。このため転地療養を命じられるが、田代皖一郎支那課長から戻って欲しいと要請を受け南京に戻る。しかしこれ以降、中国側が佐々木との接触を断った。蔣介石は済南で佐々木を見舞った時、日本軍の行動に強い不信の念を表明し、日本軍との提携の望みはなくなったと語ったという。佐々木は済南事件の処理を巡って中国側が「非行」の責任を回避しようとするならば、日本として武力に訴えて膺懲する以外にない、と強硬論を具申したが交渉から排除された。こうして日本では革命軍のまわし者であるかのように中傷され、中国では不信きわまりない日本陸軍のまわし者として無視され冷遇された。目覚めた中国は必ずしも自身の期待に応えてはくれず。その失望から、中国への強硬論を唱えるに至った。
1928年、張作霖を除去すれば満州は革命の怒濤に巻き込まれ、それまで無関心であった日本国民も満州問題の重大性に気づくだろうと河本大作に張作霖爆殺のアイデアを吹き込んだと述べているが、主張を裏づけるものは何もない。
1929年4月、歩兵第46連隊附。1930年8月、大佐進級。1931年、豊橋の歩兵第18連隊長だった10月、十月事件では各地の同志への連絡役を務めた。憲兵隊の取調べを受けたが処分の対象とならず。1932年1月、第一次上海事変の勃発で同年2月、白川軍司令官の元で上海派遣軍参謀となり出征するが間もなく事実上の停戦となる。同年のうちに第9師団参謀長を経て12月、関東軍司令部附満州国軍政部顧問に命じられ新国家・満州国の満州国軍創設に関わる。最高顧問は多田駿であったが、後板垣征四郎に交代し1934年12月、板垣の後任で佐々木は満州国軍政部最高顧問に就任した。1935年3月少将。1937年8月満州を離れるまで満州国軍の育成に心血を注ぐ。それは佐々木にとって中国軍に関する研究の成果を見せる畢生の事業であった。
日中戦争では1937年12月、第16師団の歩兵第30旅団長として南京攻略戦に参加。陥落後の南京では警備司令官、敗残兵の剔抉を担当し、虐殺との関わりが疑われている。1938年3月、中将に進級、独立混成第3旅団長、支那派遣憲兵隊司令官の後、姫路に復員した第10師団長に親補され太平洋戦争開戦前の1941年4月予備役となる。退役後、大連星ヶ浦に住み、満州国協和会理事。
1945年7月召集され、第149師団長。終戦後、満州でソ連軍に捕えられ長きに渡りシベリア抑留となる。その後中国に引き渡され、1955年、中華人民共和国の撫順戦犯管理所で脳内出血のため没。享年69。 
著書が多く、主に中国や軍事関係について論じた本であるが、その死後、南京攻略戦時の戦闘や満州駐在期までの軍体験について書き残したものが遺族のもとで発見、｢ある軍人の自伝」というタイトルで出版された。その文章からは日記体風の小説ではないかともまま感じられるものの、一般には回想記として彼の実体験を書いたものとして受けとめられており、南京事件論争でよく引用される事でも知られる。

## 年譜
- 1902年（明治35年） - 陸軍士官学校（第18期）入学。
- 1905年（明治38年）11月 - 卒業
- 1906年（明治39年）6月 - 歩兵少尉に任官し歩兵第11連隊付
- 1908年（明治41年） - 歩兵第71連隊第1大隊第1中隊附
- 1911年（明治44年）3月24日 - 大連に上陸
- 1912年（大正元年）12月 - 中隊長に転出
- 1913年（大正2年）4月 - 独立守備隊第4大隊第3中隊附
- 1914年（大正3年）12月12日 - 陸軍大学校入学
- 1917年（大正6年）11月27日 - 卒業
- 1918年（大正7年）7月 - 青島守備軍附
- 1919年（大正8年）10月 - 浦塩派遣軍司令部附
- 1921年（大正10年）12月 - 参謀本部員
- 1922年（大正11年）
  - 3月 - 少佐
  - 8月広東駐在武官拝命。
- 1924年（大正13年）
  - 8月 - 参謀本部第2部第6課地誌班長兼陸大教官
  - 11月 - 天津出張
- 1925年（大正14年）12月 - 満州出張
- 1926年（大正15年）
  - 3月 - 中佐
  - 8月 - 北京駐在日本公使館附武官補佐官
- 1927年2月 - 南京移駐を命ぜられる。
- 1929年（昭和4年）8月 - 歩兵第46連隊附。
- 1930年（昭和5年）8月1日 - 大佐歩兵第18連隊
- 1932年（昭和7年）
  - 2月 - 上海派遣軍参謀
  - 4月 - 第9師団参謀長
  - 12月 - 関東軍司令部附
- 1934年（昭和9年）12月 - 満州国軍政部最高顧問
- 1935年3月 - 少将。
- 1937年（昭和12年）8月歩兵第30旅団長
- 1938年（昭和13年）3月 - 中将に進級、独立混成第3旅団長
  - 8月 - 支那駐屯憲兵隊司令官
- 1939年（昭和14年） - 第10師団長に親補され
- 1941年（昭和16年）4月 - 予備役に編入
- 1945年（昭和20年）7月16日 -召集、第149師団長。